# Liste der Biografien/Vay
Liste der Biografien |
Portal Biografien |
Personensuche
# |
A |
B |
C |
D |
E |
F |
G |
H |
I |
J |
K |
L |
M |
N |
O |
P |
Q |
R |
S |
T |
U |
V |
W |
X |
Y |
Z |
?
 
Va |
Vd |
Ve |
Vh |
Vi |
Vj |
Vl |
Vn |
Vo |
Vr |
Vs |
Vt |
Vu |
Vy
 
Vaa |
Vab |
Vac |
Vad |
Vae |
Vaf |
Vag |
Vah |
Vai |
Vaj |
Vak |
Val |
Vam |
Van |
Vap |
Vaq |
Var |
Vas |
Vat |
Vau |
Vav |
Vaw |
Vax |
Vay |
Vaz
Die Liste der Biografien führt alle Personen auf, die in der deutschsprachigen Wikipedia einen Artikel haben. Dieses ist eine Teilliste mit 26 Einträgen von Personen, deren Namen mit den Buchstaben „Vay“ beginnt.

## Vay
- Vay, Ádám (* 1994), ungarischer Eishockeytorwart
- Vay, Adelma von (1840–1925), österreichische Schriftstellerin und Spiritistin
- Vay, Béla (1829–1910), ungarischer Politiker, Obergespan und Reichstagsabgeordneter
- Vay, Fabricio (* 1986), argentinischer Basketballspieler
- Vay, Ludwig (1850–1938), deutscher Handwerksmeister und Ehrenbürger von Bad Kissingen
- Vay, Miklós (1802–1894), ungarischer Politiker und Großgrundbesitzer

### Vaya
- Vayalil, Sebastian (1906–1986), indischer Geistlicher, syro-malabarischer Bischof von Palai
- Vayalunkal, Kurian Mathew (* 1966), indischer Geistlicher, römisch-katholischer Erzbischof und Diplomat

### Vayd
- Vaydik, Greg (* 1955), kanadischer Eishockeyspieler

### Vaye
- Vayena, Effy (* 1972), griechisch-schweizerische Bioethikerin

### Vayh
- Vayhinger, Wilhelm (1805–1877), württembergischer Beamter und Politiker

### Vayn
- Vayne, Kyra (1916–2001), russische Opernsängerin (Sopran)
- Vaynerchuk, Gary (* 1975), amerikanischer Weinkritiker, Multiunternehmer, Autor, Sprecher und Internetpersönlichkeit
- Vayntrub, Milana (* 1987), usbekisch-amerikanische Schauspielerin, Komikerin, Autorin und ProduzentinMilana Vayntrub (* 1987)

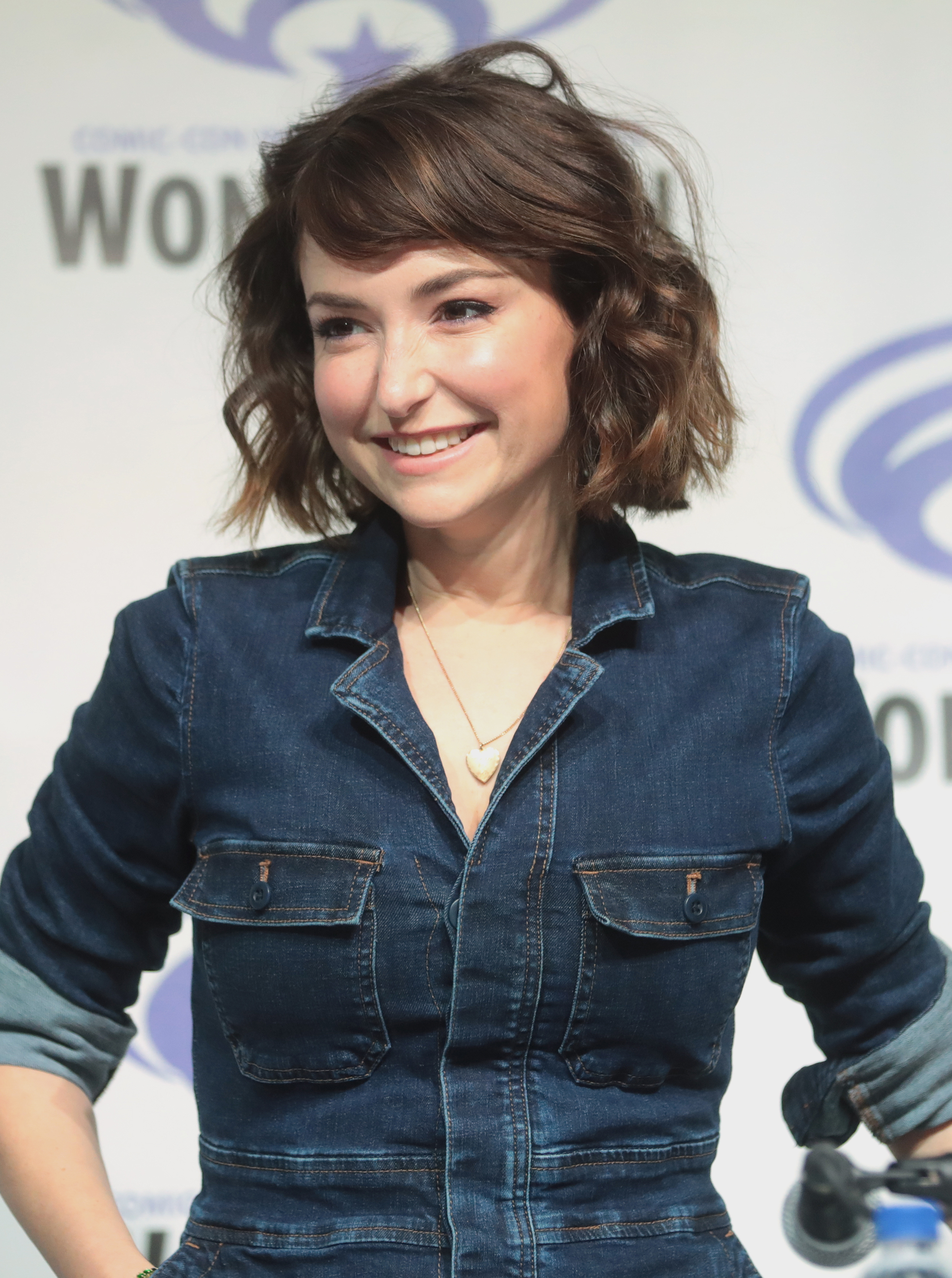
Milana Vayntrub (* 1987)

- Vaynzof, Yana (* 1981), israelische Physikerin und Elektroingenieurin

### Vayo
- Vayo, Gordon, US-amerikanischer Pokerspieler

### Vayr
- Vayreda i Vila, Joaquim (1843–1894), spanischer Maler
- Vayreda i Vila, Marià (1853–1903), spanischer Maler und Schriftsteller
- Vayringe, Philippe (1684–1745), französischer Instrumentenbauer
- Vayrols, Geoffroi de († 1376), Bischof von Lausanne, Carpentras und Carcassonne sowie Erzbischof von Toulouse
- Väyrynen, Mika (* 1967), finnischer Akkordeonist
- Väyrynen, Mika (* 1981), finnischer Fußballspieler
- Väyrynen, Paavo (* 1946), finnischer Politiker (Zentrum), Mitglied des Reichstags, MdEP
- Väyrynen, Tim (* 1993), finnischer Fußballspieler

### Vays
- Vayson, Paul (1841–1911), französischer Maler und Zeichner
- Vaÿsse, Léonce (1844–1917), französischer Maler